# Eumenes bequaerti
Eumenes bequaerti är en stekelart som beskrevs av Giordani Soika. Eumenes bequaerti ingår i släktet krukmakargetingar, och familjen Eumenidae. Inga underarter finns listade i Catalogue of Life.